# Chaka Khan
Chaka Khan, születési nevén Yvette Marie Stevens (Chicago, 1953. március 23. –) többszörös Grammy-díjas amerikai énekes, dalszerző, a rythm and blues, funk- és dzsesszzene kiemelkedő alakja.
Karrierje 1973-ban lendült fel a Rufus funkegyüttes vezető énekeseként. Pályája során tíz Grammy-díjat nyert, és becslések szerint világszerte több mint 70 millió lemezt adott el. A Rufusszal elért sikereit négy arany- és két platinaalbum jelzi, szólóénekesként három arany kislemezzel, három aranyalbummal és – az I Feel for You című lemeznek köszönhetően – egy platinaalbummal büszkélkedhet. Több előadóval együttműködött, többet között Ry Cooder, Robert Palmer, Ray Charles, Quincy Jones, Guru, Chicago, De La Soul és Mary J. Blige zenésztársa volt. 2016-ban a Billboard magazin minden idők 65. legsikeresebb előadóművészének rangsorolta Khant. A VH1 a Greatest Women of Rock & Roll kategóriában a 17. helyre sorolta őt. Két alkalommal nevezték a Rock and Roll hírességek csarnokába. Karen Juanita Carillo művelődéstörténész „a funk királynőjének” nevezte, valamint ő volt az első rythm and blues művész, aki együtt dolgozott egy rapperrel az 1984-ben megjelent I Feel for You című dalban.

## Gyermekkora (1953–1969)
Chaka Khan Yvette Marie Stevens néven látta meg a napvilágot 1953. március 23-án Chicagóban, Illinoisban egy művészhátterű családban. Charles Stevens és Sandra Coleman öt gyermeke közül ő volt a legidősebb. A család Chicago South Side kerületében élt egy bérlakásban, közel a Hyde Parkhoz. Húga, Yvonne később sikeres zenész lett Taka Boom néven. Egyetlen fiútestvére, Mark az Aurra nevű funkegyüttes alapítótagjaként szintén sikeres zenész lett. Két másik húga Zaheva Stevens és Tammy McCrary.
Khan katolikus neveltetést kapott, és a Hyde Park-i Szent Tamás-templom általános iskolájának diákja volt. Zene iránti szeretetét nagyanyjának tulajdonította, aki megismertette vele a dzsesszzenét. Khan már kiskamaszként nagy rajongója lett a rhythm and blues zenei stílusnak, és tizenegy évesen húgával, Takával és társaival megalapították a Crystalettes nevű lányzenekart. Az 1960-as évek végén Khan számos polgári jogi rendezvényen vett részt édesapja második feleségével, a mozgalmat szenvedélyesen támogató Connie-val. Miután 1967-ben barátságot kötött Fred Hampton chicagói fekete polgárjogi aktivistával, csatlakozott a Fekete Párducok mozgalmához. Noha sokan úgy tartják, hogy Khanra a Fekete Párducokban ragadt a Chaka név, az énekesnő maga tisztázta, hogy a Chaka Adunne Aduffe Hodarhi Karifi nevet valójában tizenhárom éves korában egy joruba spirtiuális vezető (ún. baba) adta neki. 1969-ben kilépett a Fekete Párducok soraiból, egyúttal a Kenwood High Schoolban (ma Kenwood Academy) végzett középiskolai tanulmányait is félbeszakította (korábban a Calumet High School növendéke volt).

## Pályafutása
Khan először Chicago környékén lépett fel több kisebb zenekar énekeseként, első zenekara Cash McCall Lyfe nevű együttese volt. Ennek volt tagja akkori barátja, Hassan Khan is, akivel 1970-ben házasodtak össze.
Baby Huey 1970-es halálát követően Khan a Baby Huey & the Babysitters énekese lett, de egy évvel később az együttes feloszlott. Khan ezt követően több helyi zenekarral is fellépett, amikor 1972-ben az újonnan alakult Rufus együttes két tagja felfigyelt rá, és hamarosan Paulette McWilliamset váltva a csapat énekese lett. Ike Turner is felfigyelt rájuk, és meghívta az együttest kaliforniai Bolic Sound stúdiójába. Turner igyekezett meggyőzni Khant, hogy csatlakozzék az Ike és Tina Turner háttérvokálját adó The Ikettes formációhoz. Khan azzal hárította el a felkérést, hogy igazán elégedett együttesével, a Rufusszal. Ahogy azonban később nyilatkozta: „Ike figyelme minden bizonnyal lendületet adott.”

### A Rufus énekeseként (1973–1978)

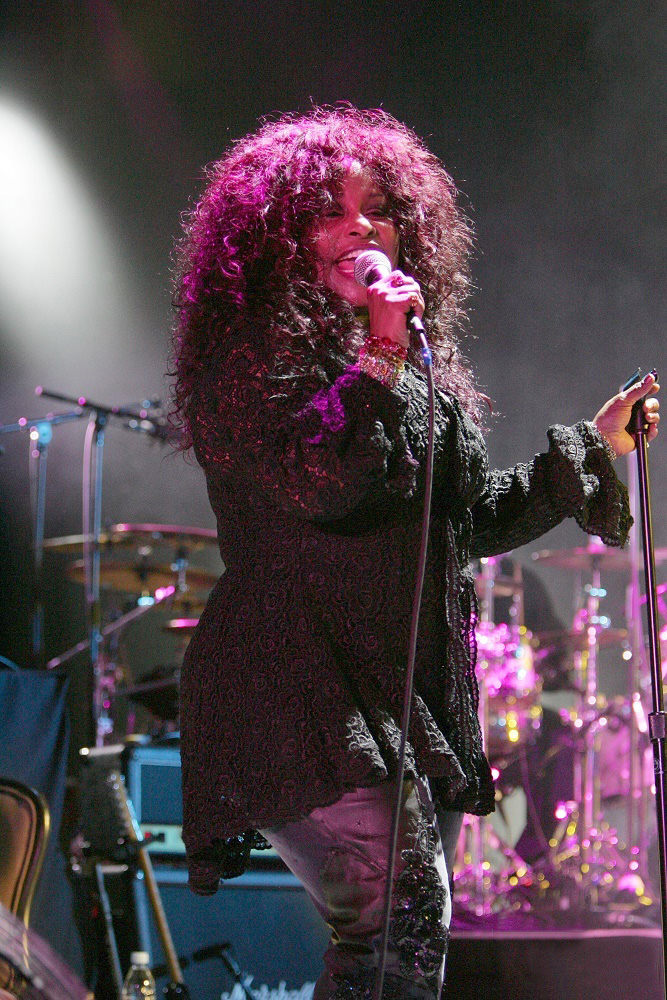
Chaka Khan előadás közben

1973-ban a Rufus aláírt egy lemezszerződést az ABC Records kiadóval, és megjelentette az együttes debütáló albumát. Az albumon helyet kapott Stevie Wonder-szerzemény, a Maybe Your Baby – amely Wonder 1972-es Talking Book című albumán szerepelt –, valamint a Whoever’s Thrilling You (Is Killing Me) című ballada szerény figyelmet kapott. A zenei világ akkor figyelt fel rájuk, amikor Wonder írt egy számot Khannak és együttműködött az együttessel. A Tell Me Something Good lett a csapat első áttörő sikere, amely 1974-ben 3. helyezett lett a Billboard Hot 100-as listán, majd az együttes Grammy-díjat is kapott érte. A Rufus következő sikeres kislemeze, a You Got the Love 11. helyezett lett az amerikai Billboard Hot 100-as listán, egyúttal előmozdította második, 1 milliós eladási adatok után platinalemezzé lett albumuk, a Rags to Rufus (1974) megjelenését. A következő öt évben, 1979-ig a Rufus még további öt platinaalbumot adott ki: a Rufusized (1974), a Rufus featuring Chaka Khan (1975), az Ask Rufus (1977), a Street Player (1978) és a Masterjam (1979) című nagylemezeket. Ebben az időszakban a következő kislemezek kerültek a Billboard Hot 100 top 40-es listájára: Once You Get Started (1975, 10.), Sweet Thing (1975, 5.), Dance Wit Me (1976, 39.), At Midnight (My Love Will Lift You Up) (1977, 30.), Hollywood (1977, 32.), Stay (1978, 38.), Do You Love What You Feel (1979, 30.).
A zenekar híressé vált élő fellépéseiről, különösen Khan vonzerejének, énekhangjának és színpadi öltözékének köszönhetően. Zenei anyaguk nagy részét néhány kivétellel maga a zenekar írta és hangszerelte. Khan gyakran ütőhangszereken, dobon és basszusgitáron is játszott az együttesben töltött ideje alatt. Khan legtöbb szerzeményét a gitáros Tony Maidennel együtt szerezte. A Khan és az együttes tagjai, különösen a dobos Andre Fischer közötti kapcsolatot viharos konfliktusok terhelték. Emiatt csaknem minden nagylemez elkészülte után rendszerint több tag is elhagyta a zenekart. Khan még az együttes tagja volt, amikor 1978-ban lemezszerződést írt alá a Warner Bros. Records lemezkiadóval. Miután Khan szólókarrierje építésébe kezdett, az együttes három albumot jelentetett meg nélküle: Numbers (1979), Party ’Til You’re Broke (1980) és Seal in Red (1983) című albumokat.

### Szólókarrierjének elindulása, utolsó évei a Rufusban (1978–1983)
1978-ban a Warner Bros. Records kiadta Khan debütáló szólóalbumát Chaka címen, amelynek I’m Every Woman című, diszkós hangzásvilágú crossover dalát az énekes-dalszerző páros Ashford & Simpson írta számára. A dal sikerének köszönhetően az albumból több mint 1 000 000 példány kelt el, ezzel platinalemez lett. Khan énekesként 1978-ban közreműködött Quincy Jones Stuff Like That című dalában is, amelyet mások mellett szintén az Ashford & Simpson páros jegyzett, és maguk is részt vettek a szám felvételében.
1979-ben Khan ismét csatlakozott a Rufushoz, hogy együtt dolgozzanak a Masterjam című stúdióalbumukon, amelynek producere Quincy Jones volt. Az albumon egyebek mellett Chaka Khan és a gitáros Tony Maiden előadásában szerepelt a Do You Love What You Feel című sláger. Bár Khan kapcsolata néhány zenésztársával továbbra is viharosnak bizonyult, Maidennel az évek során barátokká lettek. Khan ugyancsak 1979-ben Ry Cooderrel duettben felénekelte a Don’t Mess Up a Good Thing című dalt a zenész Bop Till You Drop című albumára. 1980-ban, miközben a Rufus kiadta a Party ’Till You’re Broke című albumát, Khan második szólólemezét jelentette meg Naughty címmel, melynek borítóján hatéves lányával, Milinivel együtt volt látható. Az album sikeresebb számai közé tartozott a Clouds című diszkósláger, valamint a Papillon című ballada.
1980-ban Khan feltűnt John Belushi és Dan Aykroyd mellett egy templomi kórus szólistájaként a Blues Brothers című filmben. 1981-ben a Rufusszal közös, Camouflage című album mellett egy újabb, aranylemezzé lett szólóalbummal is jelentkezett What Cha’ Gonna Do for Me címmel. Az albumon felhangzó Fate című dal hangmintáját 1998-ban a francia Stardust is felhasználta a Music Sounds Better With You című dalához. Ugyanebben az évben Khan három dalt énekelt Rick Wakeman 1984 című albumán. 1982-ben Khan kiadott további két szólóalbumot, a dzsesszes hangzásvilágú Echoes of An Era címűt, és egy funk-pop albumot, amely egyszerűen a Chaka Khan címet kapta. Az ez utóbbin szereplő Be Bop Medley című, dzsesszes dalával Grammy-díjat nyert, Betty Carter dzsesszénekes pedig külön méltatta Khan scat-technikáját.
1983-ban a Rufus kiadta utolsó stúdióalbumát Seal in Red címmel, amelyen Khan már nem működött kézre, később azonban az énekesnő visszatért a Stompin’ at the Savoy – Live koncertalbum felvételeire. Ezen szerepelt az Ain’t Nobody című dal is, a mely a csapat utolsó slágere lett: az amerikai Billboard Hot 100-as listán a 22., míg a Hot R&B listán az 1. helyezést érte el, de az Egyesült Királyságban is top 10-es sláger lett. A koncertalbum megjelenését követően a Rufus feloszlott.

### Szólóénekesi sikerek (1984–1996)

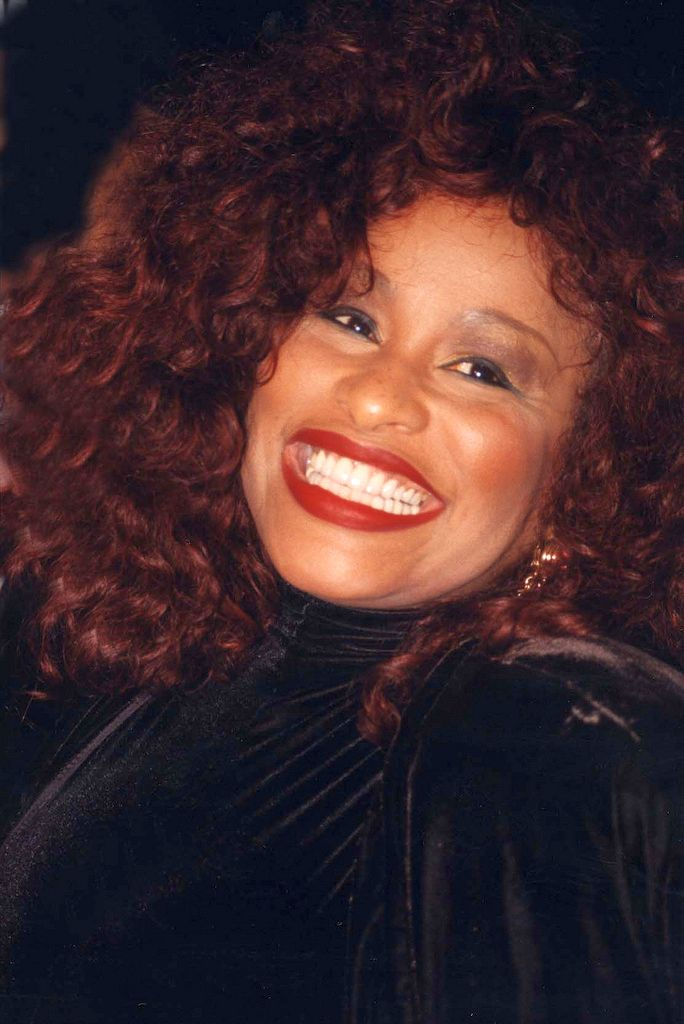
Chaka Khan 1996-ban

1984-ben Khan megjelentette hatodik stúdióalbumát I Feel for You címmel, melynek címadó dalát eredetileg Prince írta és rögzítette még 1979-ben, majd a The Pointer Sisters (1982) és Rebbie Jackson (1984) szintén játszották. A Khan-féle változatban felhangzó harmonikaszólót Stevie Wonder játszotta fel, míg a rapbetétet Grandmaster Melle Mell énekelte. A dal a rádiós és airplay lejátszási lista alapján is sikeres volt, az amerikai R&B dance lista élére került, és az Egyesült Királyságban is listavezető lett. 1984 decemberében a Billboard Hot 100-as listán a 3. helyen állt, és a listán maradt 26 héten keresztül. A Cash Box listán is első helyezett volt. A dal szerzőjét, Prince-t 1985-ben Grammy-díjjal tüntették ki a legjobb R&B dal kategóriájában. Az Egyesült Államokban és az Egyesült Királyságban több mint 1 milliós példányszámban eladott kislemez nagyban hozzájárult Khan karrierjének fellendüléséhez. A dalhoz készült videoklip szintén erőteljes változást hozott Khan imázsában, az énekesnőt közelebb hozta a korabeli popkultúrához. A lemez két másik dala, a This is My Night és a Through the Fire című kislemezek is nagyban hozzájárultak ahhoz, hogy az I Feel for You című album platina helyezést érjen el. Ez utóbbi dal előkelő helyezést ért el az ifjúsági (adult contemporary) toplistán.
Khan közreműködött Stevie Winwood 1986-os Higher Love című listavezető slágerében. Ugyanebben az évben duettet terveztek Robert Palmerrel az Addicted To Love című dalhoz, Khan menedzsere azonban elutasította az ötletet, arra hivatkozva, hogy nem lenne szerencsés egyszerre több dallal is megjelennie a zenei piacon. Ennek ellenére Khan közreműködött a nemzetközileg is sikeressé vált albumon megszólaló vokál szervezésében. Khan következő, 1986-os Destiny című, majd 1988-as CK című albumaival igyekezett meglovagolni az I Feel for You korábbi sikerét. Az évtized végén megjelent Life Is a Dance: The Remix Project című remixalbumával már nagyobb sikert ért el, a brit top 10-es albumlistára is felkerült. Ennek eredményeképpen Khan rendszeresen fellépett az Egyesült Királyságban, ahol nagy rajongói tábora alakult ki.
1990-ben Khan Ray Charles és Quincy Jones előadóművészekkel feldolgozta a The Brothers Johnson I’ll Be Good to You című slágerét, amivel a Billboard Hot 100-as listán a 18., az R&B slágerlistán az 1. helyen végeztek. Később Charles és Khan is Grammy-díjat vehetett át a legjobb R&B énekesduett kategóriájában. Khan négy év után 1992-ben új stúdióalbummal jelentkezett The Woman I Am címmel, amelynek Love You All My Lifetime és a You Can Make the Story Right című rythm and blues számaival ismét sikert aratott.
Khan később tovább dolgozott a The Woman I Am című dalán, amelynek végül a Dare You to Love Me címet adta volna, de a kislemez végül nem jelent meg. 1995-ben a rapper Guruval készített, Watch What You Say duettjük az Egyesült Királyságban sláger lett. Ugyanebben az évben elkészült a klasszikus My Funny Valentine című dal kortársi rythm and blues feldolgozása, mely a Waiting for the Exhale (Az igazira várva) című film betétdala volt, és az azonos címet viselő filmzenei albumon is szerepelt. 1996-ban megjelent az Epiphany: The Best of Chaka Khan, Vol. 1 című válogatásalbuma, majd ezután szerződést bontott a Warner Bros. Records kiadóval, mert úgy gondolta, hogy a kiadó elhanyagolta őt, és nem engedte megjelentetni a Dare You to Love Me című dalát.

### 1998–2016
1998-ban Khan lemezszerződést írt alá Prince lemezkiadójával, az NPG Recordsszal, és megjelentette a Come 2 My House című stúdióalbumot, melyet a Don’t Talk 2 Strangers című Prince-feldolgozás követett. Később vendég fellépőként részt vett Prince egyik turnéján. 2000-ben Khan elhagyta az NPG Records kiadót, majd 2003-ban megjelentette önéletrajzi könyvét Chaka! Through The Fire címmel.
A következő évben 22 év után megjelentetett egy dzsesszfeldolgozásokat tartalmazó albumot ClassiKhan címmel, és feldolgozta a Little Wing című dalt Kenny Olsonnal, mely a Power of Soul: A Tribute to Jimi Hendrix című emléklemezen kapott helyet. 2004 decemberében Khan elnyerte a Berklee Zeneművészeti Főiskola tiszteletbeli doktori címét.
Három évvel később, 2007-ben Khan a Burgundy Records kiadóval szerződött, és megjelentette a Funk This című stúdióalbumot, melyet sok kritikus „a visszatérés albumának” nevez. A lemez producerei Jimmy Jam és Terry Lewis & Big Jim Right voltak. Az albumon megtalálható az Angel című sláger, valamint a Disrespectful című dal, melyet Mary J. Blige-dzsal közösen vettek fel. Ez utóbbi az amerikai U.S. Dance lista 1. helyezettje volt, és Grammy-díjat nyert. Khan Funk This című lemeze szintén Grammy-díjat nyert, mint a legjobb R&B album. Az album dalai közül figyelemre méltó volt Dee Dee Warwick Foolish Fool és Prince Sign o’the Times című dalainak feldolgozása.
2008-ban Khan szerepet vállalt a The Color Purple című Broadway-musicalben, mint Ms. Sofia.
Egy 2008-as interjúban Khan elmondta, hogy más művészekkel ellentétben nagyon optimista a zenei piac változásait illetően, beleértve a zeneletöltés elharapózó jelenségét is. „Örülök, hogy a dolgok változnak, és a kiadókkal szemben az előadók kezében van a művészetük feletti ellenőrzés lehetősége. Az előző nagy lemezkiadó cégem, a Warner Bros. Records olyan felvételeimet zárta el és nem engedett megjelenni, amelyeket az embereknek hallaniuk kellett volna. Így például Robert Palmer Addicted to Love című dalának eredeti felvételét, amelyből kiszerkesztették a vokálomat. Azon dolgozunk most, hogy ezeket a felvételeket (és másokat) visszaszerezzünk.” A 2008-ban az Universal Studios területén keletkezett tűzvészben Chaka Khan zenei felvételeinek mesterszalaga is megsemmisült. 2009-ben Khan Anastaciával és Luluval közösen fellépétek a „Here Come the Girls” koncertturnén.
2009-ben Khan vendégénekesként szerepelt Billy Cobham Drum ’n Voice vol. 3 című albumának Alive című dalában. 2010-ben ő adta a vokált Beverley Knight énekesnő Soul Survivor című dalában, majd Clay Aikennel együttműködve készítettek egy dalt a Phineas és Ferb című amerikai zenés gyermeksorozathoz. Két dal erejéig közreműködött a japán Ai énekes The Last Ai című albumán. Ezen kívül Khan továbbra is tömegek előtt lépett fel az Egyesült Államokban és a tengerentúlon egyaránt.
2011. május 19-én Khan kapta meg a 2440. csillagot a hollywoodi Hírességek sétányán. Családja is jelen volt az ünnepélyes alkalomkor, akárcsak Stevie Wonder, aki még 1974-ben a Tell Me Something Good című, Chaka Khan karrierjét fellendítő slágert írta számára. 2011. szeptember 27-én a Rock & Roll Hall of Fame bizottsága bejelentette, hogy Khant korábbi együttesével, a Rufusszal együtt jelölték a rock and roll-hírességek közé. A Rufust tizenhárom évvel korábban már jelölték a megtiszteltetésre, ezúttal azonban elsősorban Khan hírnevének köszönhetően, az énekesnő karrierjének fontos állomásaként esett rájuk a választás. Nem sokkal ezt megelőzően Khan – Eric Benet, Kelly Price és Luke James közreműködésével – újra felvette a Super Life című régi dalát, amely Super Life: Fear Kills, Love Heals címmel jelent meg, és a február 26-án meggyilkolt afroamerikai tinédzser, Trayvon Martin emlékének ajánlották fel. A dal felvételéhez több híresség csatlakozott, köztük Loretta Devine, Terry Crews, Eva Pigford és Kevin Frazier újságíró.
2012. december 6-án Chaka Khan ellentmondásos döntést hozott az Izraeli Védelmi Erők (IDF) javára történő fellépéséről. Az IDF eredetileg Stevie Wondert kérte fel, azonban a Palesztina izraeli megszállása ellen harcoló amerikai kampány hatására Wonder visszalépett. A helyét átvevő Khannak köszönhetően 14 millió dollár gyűlt össze a célra. A bírálatok szerint Khan lépése ellentétben állt a korábban általa is támogatott, a szabad Palesztina elvet hirdető Fekete Párducok eszmeiségével.
2013. július 27-én Khan első lemezszerződésének negyvenedik évfordulóján a chicagói Blackstone Avenue 50. és 51. utca közötti szakasza, ahol korábbi középiskolája, a Kenwood Academy is áll, felvette az énekesnő nevét, és hivatalosan Chaka Khan Way (út) lett. A város vezetése július 28-át Chaka Khan napjának nyilvánította. A nagy napon az ünnepelt a Millenium Park Jay Pritzker-pavilonjában lépett fel. 2014 augusztusában Khant az a megtiszteltetés érte, hogy a szülővárosában, Chicagóban megrendezett 85. Bud Billiken parádén az esemény főszertartásmestereként (grand marshal) vonulhatott fel.
2015. augusztus 27-én jelentették be, hogy a Dancing with the Stars című tévéműsor soron következő, 21. évadában Khan lesz az egyik celebversenyző, társa pedig a professzionális táncos Keo Motsepe. Khan és Motsepe párosa a műsor első fordulójában, 2015. szeptember 21-én kiesett a versenyből. 2016 júliusában Khan lemondta a koncertjeit, és elvonókúrába kezdett.

### „Hello Happiness” (2017–napjainkig)
2018 júniusában megjelent Khan új kislemeze, a Like Sugar, melyet a Major Lazer tagjával, Switch-csel készített el. Később a kislemezt a The Ellen DeGeneres Show-ban is reklámozta. A dal szerepelt a Hello Happiness című albumon is, amely tizenkét évvel legutóbbi nagylemezét követően, 2019. február 15-én jelent meg.
2019. január 1-jén Khan volt a kaliforniai Pasadena Tournament of Roses rózsaparádéjának főszertartásmestere (grand marshal). 2019 októberében a Variety magazin „Power of Women” elnevezésű díszebédjén Chaka Khan kitüntetést vehetett át, amiért a Little Kids Rock zenei tehetséggondozó alapítványt anyagilag támogatta. Az esemény többi kitüntetettje között volt Mariah Carey, Jennifer Aniston, Brie Larson, Awkwafina és Dana Walden is. 2019 novemberében Khan Ariana Grandéval felvette a Nobody című dalt, amely felkerült a Charlie angyalai című film soundtrackjére is.
2020-ban Khan szerepelt a The Masked Singer énekes reality show harmadik évadában, ahol a harmadik fordulóig maradt versenyben. 2020. február 16-án a Chicagóban megrendezett 2020-as NBA All-Star Game megnyitásaként Khan énekelte el az amerikai himnuszt. A közösségi médiában hevesen bírálták előadását, különösen Fergie 2018-as előadásával való összehasonlításokban maradt alul.
2021 májusában Khan megjelent az American Idol 19. évadának fináléján, ahol slágereinek egyvelegét adta elő a versenyzőkkel együtt. 2021 júniusában Khan csatlakozott Todrick Hall YouTuberhez és előadóművészhez a Femuline című albumán a "Fabulosity" című dalban. 2021 novemberében Khan részt vett egy Verzuz-csatában Stephanie Mills énekesnővel, ahol mindkét énekesnő a diszkográfiájából származó slágereket adott elő.
2022 júliusában Khan bejelentette új kislemezét, a "Woman Like Me"-t, amely július 29-én jelent meg.
2023-ban a Rolling Stone Khant a 29. helyre rangsorolta minden idők 200 legnagyobb énekesét tartalmazó listáján.
2023-ban Chaka Khant beiktatták a Rock and Roll Hall of Fame-be, és megkapta a Zenei Kiválósági Díjat. Az ünnepségen Chan Khan olyan előadók mellett lépett fel, mint Jazmine Sullivan, Common, Sia és H.E.R.. Ezenkívül a Rock and Roll Hall of Fame-be való beiktatási ünnepségen Khan Siával közösen adta elő az I’m Every Woman című számot.
2024-ben Chaka Khan a nővérével, Taka Boom-mal és testvérükkel, Mark Stevensszel közösen megalkotta a "Misti Blu Two" című kislemezt. Ez a szám, amelyet a brit elektronikus zenei együttes, az amillionsons adott ki, Taka Boom korábbi Misty Blue című dalának újragondolt változata.

## Magánélete
Khan kétszer volt házas, két gyermek édesanyja: lánya Indira Milini, fia Damien Holland. Első, válással végződött rövid házasságát 1970-ben kötötte Hassan Khannal. Lánya, Milini ezt követően született Rahsaan Morrisszal való kapcsolatából. Khan 1976-ban férjhez ment Richard Hollandhoz. Frigyük a mendemondák szerint Khan és a Rufus tagjai közötti nézeteltérésekhez, különösen az Andre Fischerrel vívott konfliktusokhoz vezetett, Holland ugyanis arra próbálta rávenni feleségét, hogy a színpadi fellépései alkalmával mérsékelje szexuális kisugárzására épített imázsát. A pár végül „kibékíthetetlen ellentétek” miatt 1980-ban elvált. Khan az 1980-as évek közepén egy Chicago környéki tanárral került közelebbi kapcsolatba. Szakításukat követően az énekesnő Európába költözött. Először Londonban, majd Németországban telepedett le, ahol egy Rajna-völgyi faluban vásárolt házat, de Mannheimban is élt.
Khan vegetáriánus, állítása szerint a testsúlyával, magas vérnyomásával és a 2-es típusú cukorbetegséggel vívott küzdelmei vezették el a vegetáriánus étrendhez. Korábban kábítószer- és alkoholproblémákkal is küzdött, alkalmanként kokaint és heroint is fogyasztott. Drogproblémáitól az 1990-es évek elején szabadult meg, az alkoholbetegséggel folytatott küzdelme azonban elhúzódott, és 2005-ben jelentette be, hogy „tiszta”. 2006-ban fiát, Damient a tizenhét évesen agyonlőtt Christopher Bailey meggyilkolásával vádolták meg. Fia nevében Khan tett vallomást, védekezésük szerint a halálos lövés baleset volt. A büntetőeljárás során fiát felmentették, de egy magánvádas polgári perben megállapították a felelősségét. Khan saját magát „demokratikus gondolkodású emberként” írja le, énekesként a 2000-es amerikai elnökválasztás demokrata és republikánus párti elnökjelölő rendezvényein egyaránt fellépett.
2013-ban Khan szerepet vállalt a paranormális kérdésekkel foglalkozó Celebrity Ghost Stories című tévéműsor egyik epizódjában, amelynek során elmesélte, hogy egy árnyékember éveken át követte őt a turnéira. Ennek egy őrangyallal való találkozása vetett véget, aki arra figyelmeztette az énekesnőt, hogy ha nem változtat az életén, meg fog halni.

## Diszkográfia

### Szólóalbumok
- Chaka (1978)
- Naughty (1980)
- What Cha' Gonna Do for Me (1981)
- Chaka Khan (1982)
- Echoes of an Era (1982)
- I Feel for You (1984)
- Destiny (1986)
- CK (1988)
- The Woman I Am (1992)
- Come 2 My House (1998)
- ClassiKhan (2004)
- Funk This (2007)
- Hello Happiness (2019)

Vendég előadóként
- All My Friends Are Here, So Blue[51] – Arif Mardin feat. Chaka Khan & David Sanborn

### Rufus & Chaka Khan-albumok
- Rufus (1973)
- Rags to Rufus (1974)
- Rufusized (1974)
- Rufus featuring Chaka Khan (1975)
- Ask Rufus (1977)
- Street Player (1978)
- Masterjam (1979)
- Camouflage (1981)
- Stompin' at the Savoy – Live (1983)

## Díjak, jelölések

### Grammy-díjak
| Év   | Alkotás | Kategória                                                 | Eredmény |
| ---- | --- | --------------------------------------------------------- | -------- |
| 1975 | Tell Me Something Good (Rufus, dal) | Legjobb rythm and blues duó vagy együttes énekes előadása | Elnyerte |
| 1978 | Ask Rufus (Rufus, album) | Legjobb rythm and blues duó vagy együttes énekes előadása | Jelölve  |
| 1979 | I’m Every Woman (Chaka Khan, dal) | Legjobb női rythm and blues énekesi előadás               | Jelölve  |
| 1982 | What Cha’ Gonna Do for Me (Chaka Khan, album) | Legjobb női rythm and blues énekesi előadás               | Jelölve  |
| 1983 | Echoes of an Era (Chaka Khan et al., album) | Legjobb női dzsesszénekesi előadás                        | Jelölve  |
| 1984 | Chaka Khan (Chaka Khan, album) | Legjobb női rythm and blues énekesi előadás               | Elnyerte |
| 1984 | Ain’t Nobody (Rufus & Chaka Khan, dal) | Legjobb rythm and blues duó vagy együttes énekes előadása | Elnyerte |
| 1984 | Be Bop Medley (Arif Mardin & Chaka Khan, dal) | Best Vocal Arrangement For Two Or More Voices             | Elnyerte |
| 1985 | I Feel for You (Chaka Khan, dal) | Legjobb női rythm and blues énekesi előadás               | Elnyerte |
| 1986 | I Feel for You (Chaka Khan, album) | Legjobb női rythm and blues énekesi előadás               | Jelölve  |
| 1987 | Destiny (Chaka Khan, album) | Legjobb női rythm and blues énekesi előadás               | Jelölve  |
| 1991 | I’ll Be Good to You (Chaka Khan & Ray Charles, dal) | Legjobb rythm and blues duó vagy együttes énekes előadása | Elnyerte |
| 1993 | The Woman I Am (Chaka Khan, album) | Legjobb női rythm and blues énekesi előadás               | Elnyerte |
| 1996 | Love Me Still (Chaka Khan & Bruce Hornsby, dal) | Legjobb film-, televíziós vagy vizuálismédia-zenei dal    | Jelölve  |
| 1997 | Missing You (Brandy, Tamia, Gladys Knight & Chaka Khan, dal) | Legjobb popénekesi együttműködés                          | Jelölve  |
| 1997 | Never Miss The Water (Chaka Khan ft. Meshell Ndegeocello, dal) | Legjobb rythm and blues duó vagy együttes énekes előadása | Jelölve  |
| 1997 | Stomp (Luke Cresswell, Fiona Wilkes, Carl Smith, Fraser Morrison, Everett Bradley, Mr. X, Melle Mel, Coolio, Yo-Yo, Chaka Khan, Charlie Wilson, Shaquille O’Neal & Luniz, dal) | Legjobb rythm and blues duó vagy együttes énekes előadása | Jelölve  |
| 1998 | Summertime (Chaka Khan, dal) | Legjobb női rythm and blues énekesi előadás               | Jelölve  |
| 2003 | What’s Going On (Chaka Khan & The Funk Brothers, dal) | Legjobb tradicionális rythm and blues énekesi előadás     | Elnyerte |
| 2007 | Everyday (Family Reunion) (Chaka Khan, Yolanda Adams, Gerald Levert & Carl Thomas, dal)                                                                                        | Legjobb rythm and blues duó vagy együttes énekes előadása | Jelölve  |
| 2008 | Disrespectful (Chaka Khan ft. Mary J. Blige, dal) | Legjobb rythm and blues duó vagy együttes énekes előadása | Elnyerte |
| 2008 | Funk This (Chaka Khan, album) | Legjobb rythm and blues album                             | Elnyerte |

### Soul Train Awards
- 1998: Lena Horne-életműdíj (elnyerte)
- 2009: Legends Award életműdíj (elnyerte)

### United Negro College Fund Award
- 2011: Award of Excellence (elnyerte)

### American Music Award
A mai napig háromszor jelölték American Music Award díjra, de a jelölést nem sikerült díjra váltania.
- 1981: Legjobb Női Előadóművész – Soul/Rhythm & Blues (díjazott: Diana Ross)
- 1982: Legjobb Női Előadóművész – Soul/Rhythm & Blues (díjazott: Stephanie Mills)
- 1985: Legjobb Női Előadóművész – Soul/Rhythm & Blues (díjazott: Tina Turner)[52][53]

### A SoulMusic Hírességek csarnoka a SoulMusic.com oldalon
- Női előadóművészként beiktatva 2012 decemberében

### UK Music Video Awards
- 2018: legjobb digitális fényelés (elnyerte a Like Sugar videóklippel)
- 2018: legjobb vágás (elnyerte a Like Sugar videóklippel)

## Fordítás
- Ez a szócikk részben vagy egészben  a   Chaka Khan című angol Wikipédia-szócikk ezen változatának fordításán alapul.  Az eredeti cikk szerkesztőit annak laptörténete sorolja fel. Ez a jelzés csupán a megfogalmazás eredetét és a szerzői jogokat jelzi, nem szolgál a cikkben szereplő információk forrásmegjelöléseként.

## További információ
- Hivatalos oldal
- Chaka Khan a Facebookon
- Chaka Khan az Internetes Szinkronadatbázisban (magyarul)
- Chaka Khan az Internet Movie Database-ben (angolul)
- Chaka Khan a Rotten Tomatoeson (angolul)